# Ro-49
Ro-49 — підводний човен Імперського флоту Японії, який брав участь у Другій світовій війні.
Корабель, який спорудили на компанії Mitsui Zosensho в Тамано, належав до типу Kaichū VII (також відомий як клас Ro-35).
16 листопада 1944-го Ro-49 вирушив з Куре на бойове патрулювання в районі на схід від філіппінського острова Лусон (на той момент пройшов уже майже місяць після висадки союзників на Філіппінах, а японський надводний флот був розгромлений у вирішальній битві в затоці Лейте). Тут човен не досягнув жодних успіхів, а після пошкодження штормом гідрофона передчасно перервав похід та 7 грудня повернувся до Куре.
1 січня 1945-го Ro-49 знову вийшов на патрулювання на схід від Філіппін, проте вже за кілька діб був перенацілений до західного узбережжя острова Лусон, де невдовзі дійсно відбувся десант союзників. 12 червня човен виявив групу великих надводних кораблів союзників та навіть доповів про успіх в атаці на лінкор, проте насправді цей епізод завершився безрезультатно. 1 лютого Ro-49 завершив похід у Куре.
16 березня 1945-го човен перейшов до Саєкі (північно-східне узбережжя Кюсю). 18 березня в межах підготовки операції проти Окінави американське ударне авіаносне з'єднання дійсно почало завдавати ударів по Кюсю. Тієї ж доби Ro-49 вийшов з Саєкі у новий похід. Вночі 5 квітня (за кілька діб після висадки союзників на Окінаві) в районі дещо більш ніж за сотню кілометрів на захід від Нахи судно підтримки десанту LCS-115 помітило субмарину та повідомило про це есмінець «Гадсон». Останній встановив радарний контакт, наблизився та дав освітлювальний постріл, після чого човен екстрено занурився. Тоді USS Hudson віднайшов ворожий корабель сонаром та протягом наступних шести годин провів шість атак глибинними бомбами. Ймовірно, саме цей бій став останнім для Ro-49, який загинув разом з усіма 79 членами екіпажу.